# Alessandro Buongiorno
Alessandro Buongiorno (ur. 6 czerwca 1999 w Turynie) – włoski piłkarz, występujący na pozycji obrońcy we włoskim klubie SSC Napoli oraz w reprezentacji Włoch
Wychowanek i wieloletni zawodnik Torino. W trakcie swojej kariery grał także w takich zespołach, jak Carpi oraz Trapani.

## Kariera reprezentacja
W reprezentacji Włoch zadebiutował 18 czerwca 2023 w wygranym 3:2 meczu Ligi Narodów z Holandią.